# Ambroży Klimczak
Ambroży Klimczak (ur. 18 grudnia 1914 w Straconce, zm. 3 sierpnia 1985 w Krakowie) – polski aktor teatralny, filmowy i radiowy.

## Życiorys
W okresie międzywojennym prowadził w Straconce amatorski zespół teatralny, będąc członkiem Bielskiego Towarzystwa Teatru Polskiego oraz Towarzystwa Uniwersytetu Robotniczego. Po zakończeniu II wojny światowej założył w Bielsku-Białej pierwszy amatorski zespół teatralny. W 1947 roku zdał eksternistyczny egzamin aktorski ZASP i został zaangażowany do zespołu Teatru Polskiego w Cieszynie, gdzie występował do 1949 roku. Następnie, w latach 1947-1949 grał w Teatrze Wybrzeże w Gdańsku, by w 1949 roku przenieść się do Krakowa, gdzie aż do przejścia na emeryturę w czerwcu 1985 roku występował na deskach Teatru im. Juliusza Słowackiego. W latach 1970–1972 grał również gościnnie na scenie Teatru Ziemi Krakowskiej w Tarnowie. Wziął również udział w siedmiu spektaklach Teatru Telewizji oraz dziewiętnastu audycjach Teatru Polskiego Radia.
Został pochowany na cmentarzu Rakowickim w Krakowie.

### Odznaczenia i nagrody
- Krzyż Oficerski Orderu Odrodzenia Polski (1983)
- Krzyż Kawalerski Orderu Odrodzenia Polski
- Odznaka „Zasłużony Działacz Kultury”
- Złota Odznaka Miasta Krakowa (1972)

## Filmografia
- Stawka większa niż życie (1968) - żołnierz angielski (odc. 13)
- W te dni przedwiosenne (1975)
- Noc w wielkim mieście (1976) - strażak
- Zapach ziemi (1977)
- Pasja (1977)
- Układ krążenia (1978) - odc. 4
- Grzeszny żywot Franciszka Buły (1979)
- Najdłuższa wojna nowoczesnej Europy (1981) - dyrektor Kalkstein (odc. 12)